# كيابي (ملابس)
كيابي هي مجموعة فرنسية لتوزيع الملابس، تأسست سنة 1978 على يد باتريك مولييز برونك.

## تاريخ
فتحت كيابي أول محل في مدينة رونك بشمال فرنسا سنة 1978 . وهي أول شركة تبيع الملابس بثمن بسيط.
سنة 1997 أصبحت للشركة 85 نقطة بيع.
سنة 1993 فتحت الشركة محلاتها بإسبانيا، وبعد ثلاث سنوات بإيطاليا وبعد ذلك بروسيا منذ 2008.
كيابي كيدز هي فرع أطلق خصيصة للأطفال ما بين 0-16 سنة، وقد أطلقت أول مرة في السادس والعشرين من سنة 2014 بأنجيه. ثم بعدة مدن بعد ذلك.
في أكتوبر 2016 كيابي تفتح فرعها الأول ببلجيكا بأحد المراكز التجارية ببروكسيل.
في عام 2018، افتتحت كيابي أول متجر لها في الشرق الأوسط، بأحد المراكز التجارية في دبي-دولة الإمارات العربية المتحدة بالتحديد، ثم تم افتتاح متجرين آخرين في السنة المقبلة، بالإضافة إلى إنشاء موقع للتسوق الإلكتروني خاص بدولة الإمارات العربية المتحدة.

## متاجر الشركة
- - أوروبا
- فرنسا : 356
- إسبانيا : 54
- إيطاليا : 23
- روسيا : 9
- البرتغال : 4
- بلجيكا : 2
- بولندا : 1
  - أفريقيا
- المغرب : 9
- تونس : 3
- الجزائر : 1